# Outwitting Dad
Pour plus de détails, voir Fiche technique et Distribution.
Outwitting Dad est un film muet américain de comédie réalisé par Arthur Hotaling, sorti en 1914.
Il s'agit du premier film dans lequel apparaît Oliver Hardy.

## Synopsis
Bob et Lena décident de se marier, malgré l'opposition du père de la jeune fille.

## Fiche technique
- Titre original : Outwitting Dad
- Réalisation : Arthur Hotaling
- Scénario : Frank Griffin
- Producteur : Siegmund Lubin
- Société de production : Lubin Manufacturing Company
- Pays d’origine : États-Unis
- Langue : intertitres en anglais
- Format : Noir et blanc - 35 mm - 1,37:1  -  Muet
- Genre : comédie
- Longueur : une bobine
- Date de sortie : 
  - États-Unis : 21 avril 1914

## Distribution
- Billy Bowers : Mr. Gross
- Oliver Hardy : Reggie Kewp
- Raymond McKee : Bob Kewp
- Frances Ne Moyer : Lena Gross